# Nana, Călărași
Nana là một xã thuộc hạt Călărași, România. Dân số thời điểm năm 2002 là 2641 người.